# Помста Садових Гномів
Помста Садових Гномів — книга відомого письменника жахів для дітей Роберта Стайна.

## Сюжет
Батько Джо Бертона купив для прикраси газону двох бридких садових гномів. Наступного ранку з’ясувалось, що вночі хтось понищив сусідський город. Таємничі випадки наступають один за одним. Прокази стають усе злішими. Але ж гноми — це всього пластмасові прикраси, не може бути, щоб вони були винуватцями всього цього. Чи все-таки може?